# Штильман, Илья Нисонович
Илья́ Ни́сонович Шти́льман (3 декабря 1902, Киев — 11 августа 1966, Киев) — украинский советский художник-живописец и педагог. Заслуженный деятель искусств Украинской ССР (1946), профессор (1947).

## Биография
Илья Нисонович Штильман родился 3 декабря 1902 года в Киеве, в многодетной семье переяславского мещанина Полтавской губернии Нисона Элевича Штильмана и Суры Нутовны Штильман.
Учился в Киевском художественном училище (1917—1920) и Киевском художественном институте (1920—1927) у Н. Бурачека, Ф. Кричевского, Л. Крамаренко. Затем преподавал в Киевском художественном институте (1933—1964). Был ректором Киевского художественного института (1940—1944).
Величайший вклад Ильи Нисоновича для сохранения украинского искусства и его молодых кадров был сделан в годы Великой Отечественной войны при эвакуации художественного института в Самарканд,а также во время дальнейшей организации учебного процесса в эвакуации.
Руководил мастерской пейзажной живописи Киевского художественного института (1948—1959).
Член Союза художников Украины с 1938 года.
Был одним из руководителей Республиканского и Киевского правления Союза художников Украины как в довоенные годы, так и после войны.
Тесная многолетняя дружба и совместная работа в Киевском художественном институте связывала Илью Штильмана с художником Владимиром Николаевичем Костецким.
И. Н. Штильман умер 11 августа 1966 года в Киеве. Похоронен на Байковом кладбище.

## Творческая деятельность

### Своеобразие жанра мастера
Основной жанр творчества Штильмана — пейзаж-картина. Композиционно и образно утонченные произведения характеризуются тонким поэтическим настроением, которое выражается любовью к родному краю, волнующим восприятием окружающего мира. Его привлекали щедрое весеннее пробуждение природы, цветение летней зелени, в котором он ощущал неодолимую силу жизни, а также живописные краски осени, яркое солнечное освещение, которое наполняет эмоциональный строй произведений мажорным звучанием.
Воспевание благодатной украинской земли с её широкими полями — одна из ведущих тем творчества художника. Его живопись, свежая, изысканая, богатая оттенками, цветом, формой мазка выразительно отображает своеобразие материального мира.

### Творческое наследие
Произведения Ильи Штильмана находятся в Государственной Третьяковской галерее, в Национальном художественном музее Украины, в Национальной академии искусства и архитектуры Украины, большинстве крупных музеев Украины и частных собраниях Украины, США, Канады, Германии и Израиля.
Наиболее известные произведения:
- «Музыканты на еврейской свадьбе» (1927)(Диплом)
- «Городской пейзаж» (1936)
- Серия пейзажей «Днепр одевается в гранит» (1936—1937)
- Портрет художника А. Шовкуненко (1939)
- «Окрестности Самарканда» (1943)
- «Загорск зимой» (1943)
- «Зима» (1946)
- «Ветер» (1947)
- «Владимирская горка» (1947)
- Портрет художника В. Касияна (1947)
- «Нива» (1950)
- «Гроза приближается» (1951)
- «Сирень и ландыши» (1952)
- «Месяц взошел» (1953)
- «Каневские Карпаты. Чернеча гора» (1963)
- «Яблоньки» (1965)
- «Седневские дали» (1966)

### Ученики
Выпускниками пейзажной мастерской Ильи Штильмана были известные художники: Б. Рапопорт, А. Файнерман, Я. Мациевская, С. Кошевой, Е. Овсянникова, Г. Чернявский, И. Савенко и др. Среди учеников Ильи Штильмана следует назвать: В. Авраменко, Т. Голембиевскую, В. И. Сингаевского, В. Баринову-Кулебу, В. Гурина, А. Лопухова, А. Пламеницкого, В. Реунова, М. Вайнштейна, В. Одайника, И. Тартаковского, Г. Неледву.

### Выставки
Персональные выставки были организованы в Национальном художественном музее Украины в 1970, 1982 (к 80-летию со дня рождения художника), 1992 (к 90-летию со дня рождения), 2003 (к 100-летию со дня рождения).
С 1 ноября по 28 ноября 2012 года в Национальной академии изобразительного искусства и архитектуры Украины (улица Смирнова-Ласточкина, 20) проходит выставка по случаю 110-летия мастера.

## Звания и награды
- Заслуженный деятель искусств Украины (с 7 февраля 1946 года)
- Орден «Знак Почёта» (27 октября 1953 года)
- Медаль «За доблестный труд в Великой Отечественной войне 1941—1945 гг.» (6 июня 1945 года)
- Почётная Грамота Президиума Верховного Совета УССР (7 марта 1964 года).

### Фотографии и портреты

И. Штильман. 1936.
Самарканд. 1942 г. Третий слева — А.Т. Матвеев, далее — И.Н. Штильман, С.В. Герасимов,  крайний справа А.И. Сиротенко.
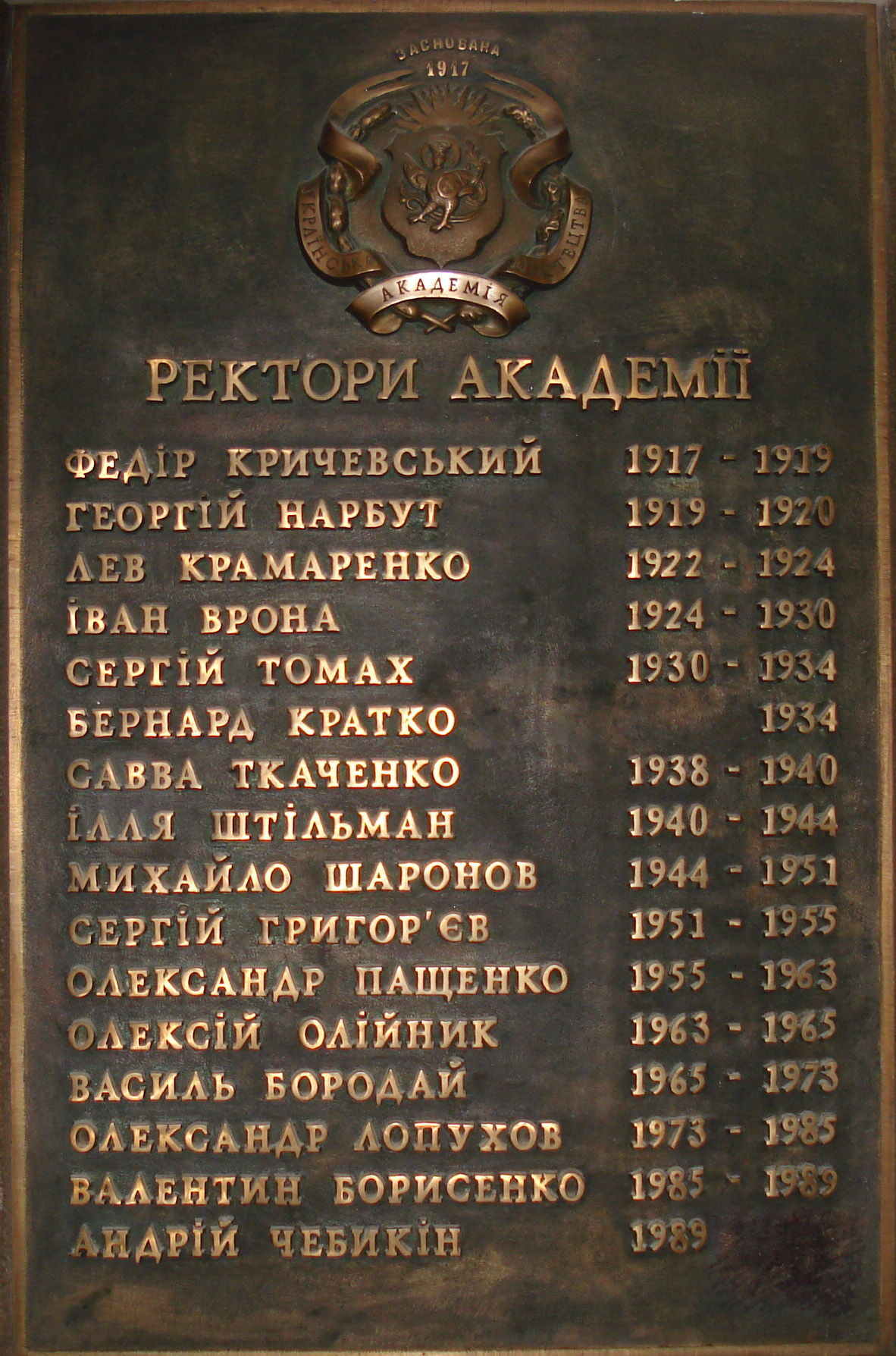
Мемориальная доска в память о ректорах Национальной академии искусств и архитектуры Украины.